# Teloschistales
Ordre
Les Teloschistales sont un ordre de champignons, dont la plupart sont lichénisés, dans la classe des Lecanoromycetes. Ce sont surtout des lichens aux thalles foliacés, encroûtants ou fruticuleux, près de 2 000 espèces au total.

## Liste des familles
L'ordre comporte quatre familles qu'une étude récente de phylogénie moléculaire propose de regrouper en deux sous-ordres : les Physciineae ne comporteraient que la famille des Physciaceae, et les Teloschistineae regrouperaient les trois autres familles.
Selon Outline of Ascomycota — 2009 :
- Letrouitiaceae
- Megalosporaceae
- Physciaceae
- Teloschistaceae

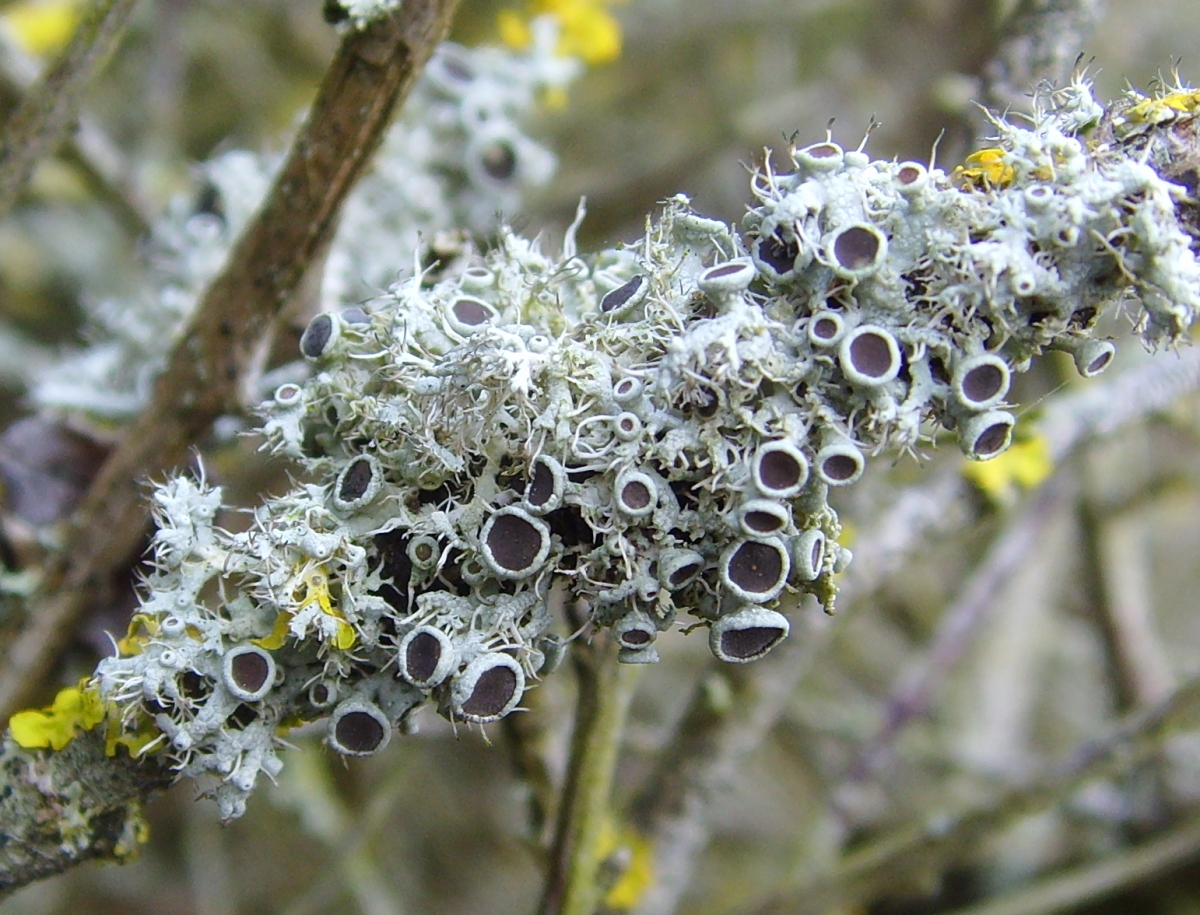
Physciaceae : Physcia leptalea
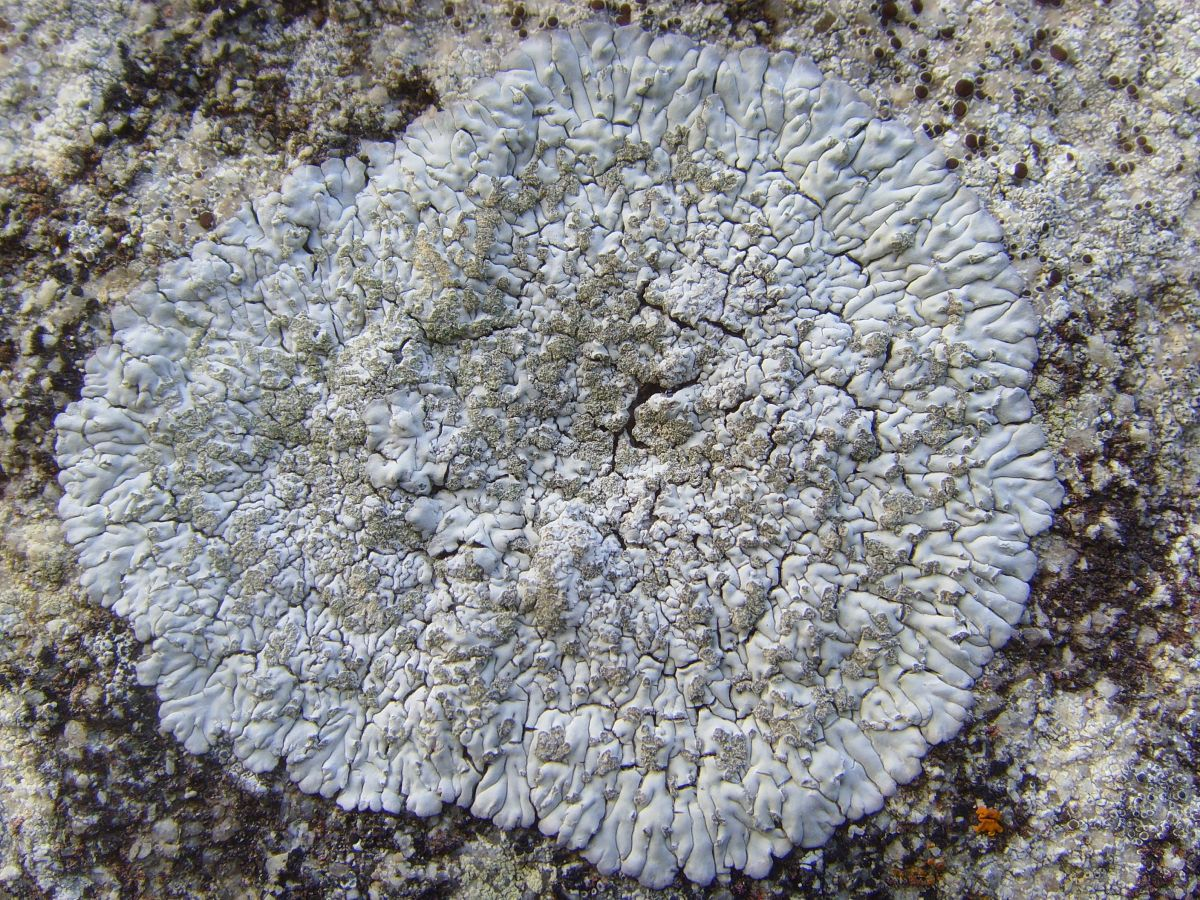
Physciaceae : Diploicia canescens
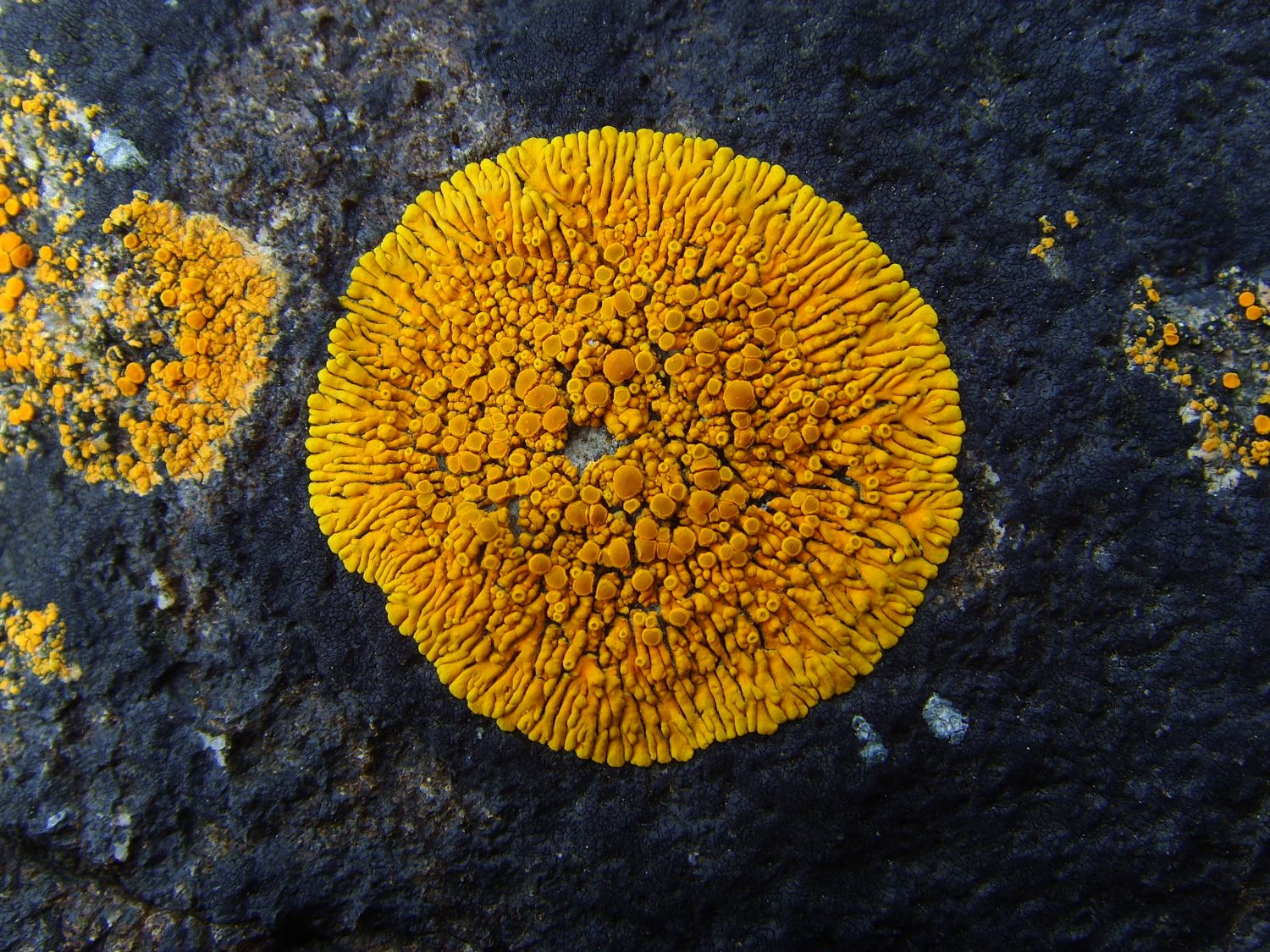
Teloschistaceae : Caloplaca thallincola
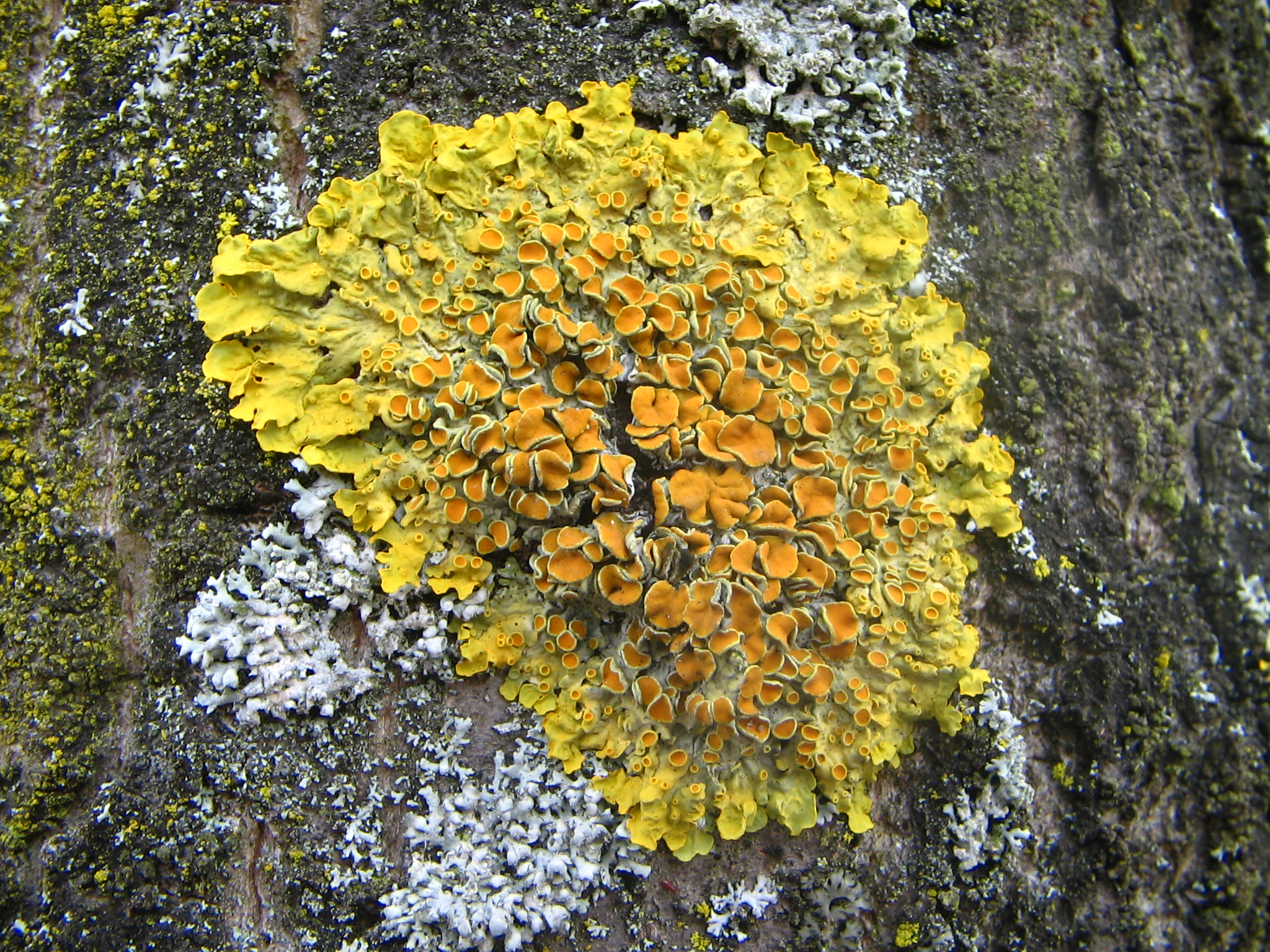
Teloschistaceae : Xanthoria parietina